# Yasuhisa Shiozaki

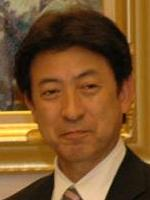
Yasuhisa Shiozaki

Yasuhisa Shiozaki (塩崎 恭久 Shiozaki Yasuhisa?, Matsuyama, Ehime, Japón, 7 de noviembre de 1950) es un político japonés que fue el Secretario General del Gabinete durante el mandato de Shinzō Abe hasta agosto de 2007.

## Carrera
Nacido en Matsuyama, en la prefectura de Ehime, fue un estudiante de intercambio de la AFS, graduado con un título de arte liberal en la Universidad de Tokio y fue a la Escuela de Gobierno John F. Kennedy en la Universidad de Harvard.
Su nombramiento como Ministro de Salud, Trabajo y Bienestar Social en el segundo gobierno de Abe fue anunciada el 3 de septiembre de 2014.
El perfil de Shiozaki en el sitio web del PLD:
- Banco de Japón
- Viceministro Parlamentario de Finanzas (Hashimoto Gabinete)
- El secretario del gabinete (Abe Gabinete)
- Ministro de Estado para la cuestión de los secuestros (Abe Gabinete)
- Presidente en funciones, el Consejo de Investigación Política

- Datos: Q360395
- Multimedia: Yasuhisa Shiozaki / Q360395